# Tulpius gauchus
Tulpius gauchus är en spindelart som beskrevs av Bauab Vianna, Soares 1983. Tulpius gauchus ingår i släktet Tulpius och familjen hoppspindlar. Inga underarter finns listade i Catalogue of Life.